# Magnolia xinganensis
Magnolia xinganensis là một loài thực vật có hoa trong họ Magnoliaceae. Loài này được mô tả khoa học đầu tiên năm 2008.